# World Cup Trot
World Cup Trot var en travloppsserie som ägde rum från 1995 till 2007. World Cup Trot startade 1995 som ett samarbete mellan Jägersro, Solvalla och tyska banan Gelsenkirchen. Tanken var att knyta till sig de bästa travarna i Europa genom att locka med bonus för den som vann flera deltävlingar. Under årens lopp har serien haft flera olika konstellationer och expanderat till andra sidan Atlanten, men alltid med Jägersro och Hugo Åbergs Memorial som nav.
Två gånger under årens lopp har bonusen utfallit. Till Zoogin som 1996 vann alla tre avdelningarna och belönades med 500 000 tyska mark. 2002 var Varenne ännu värre då han med fyra raka segrar säkrade lika många euro och hade fått det dubbla om han även tagit hem den sista deltävlingen i Montreal.
Den första upplagan av World Cup Trot ägde rum 1995, och finalloppet vanns av den svenska hästen Activity, körd och tränad av Anders Lindqvist.

## Vinnare

### Finalvinnare
| År   | Häst              | Nationalitet | Kusk                |
| ---- | ----------------- | ------------ | ------------------- |
| 2007 | Meaulnes du Corta | Frankrike    | Pierre Levesque     |
| 2006 | Lady d'Auvrecy    | Frankrike    | Sébastien Baude     |
| 2005 | Prime Prospect    | Italien      | Andrea Guzzinati    |
| 2004 | Gidde Palema      | Sverige      | Åke Svanstedt       |
| 2003 | Revenue           | Sverige      | Lutfi Kolgjini      |
| 2002 | Varenne           | Italien      | Giampaolo Minucci   |
| 2001 | Giesolo de Lou    | Frankrike    | Jean-Étienne Dubois |
| 2000 | Varenne           | Italien      | Giampaolo Minucci   |
| 1999 | Indian Silver     | Sverige      | Stig H. Johansson   |
| 1998 | Zoogin            | Sverige      | Åke Svanstedt       |
| 1997 | Rite On Line      | USA          | Atle Hamre          |
| 1997 | Dryade des Bois   | Frankrike    | Joseph Verbeeck     |
| 1996 | Zoogin            | Sverige      | Åke Svanstedt       |
| 1995 | Activity          | Sverige      | Anders Lindqvist    |

## Resultat

### 2007
| Land                           | Travbana                     | Lopp                              | Häst              | Kusk               |
| ------------------------------ | ---------------------------- | --------------------------------- | ----------------- | ------------------ |
| Sverige                        | Jägersro                     | Hugo Åbergs Memorial              | Oiseau de Feux    | Jean-Michel Bazire |
| USA                            | Meadowlands                  | Nat Ray Trot                      | Corleone Kosmos   | John Campbell      |
| Italien                        | Ippodromo Sesana             | Gran Premio Citta' di Montecatini | El Nino           | Enrico Bellei      |
| Frankrike                      | Hippodrome de la Côte d'Azur | GP Conseil du General des Alpes   | Meaulnes du Corta | Pierre Levesque    |
| Kanada                         | Woodbine Racetrack           | Breeders' Crown Open Trot         | Equinox Bi        | Trevor Ritchie     |
| Kanada                         | Mohawk Racetrack             | Maple Leaf Trotting Classic       | Equinox Bi        | Trevor Ritchie     |
| Frankrike                      | Vincennes                    | Coupe du Monde de Trot            | Meaulnes du Corta | Pierre Levesque    |
| Slutsegrare: Meaulnes du Corta |                              |                                   |                   |                    |

### 2006
| Land                        | Travbana                         | Lopp                            | Häst             | Kusk               |
| --------------------------- | -------------------------------- | ------------------------------- | ---------------- | ------------------ |
| Italien                     | Ippodromo del trotto di San Siro | Gran Premio U.N.I.R.E           | Kool du Caux     | Joseph Verbeeck    |
| Sverige                     | Jägersro                         | Hugo Åbergs Memorial            | Citation         | Erik Adielsson     |
| USA                         | Meadowlands                      | Nat Ray Trot                    | Sand Vic         | Brian Sears        |
| Frankrike                   | Hippodrome de la Côte d'Azur     | GP Conseil du General des Alpes | General du Lupin | Jean-Michel Bazire |
| Ryssland                    | Kazan                            | World Cup Trot Final            | Lady d'Auvrecy   | Sebastien Baude    |
| Slutsegrare: Lady d'Auvrecy |                                  |                                 |                  |                    |

### 2005
| Land                        | Travbana         | Lopp                              | Häst             | Kusk               |
| --------------------------- | ---------------- | --------------------------------- | ---------------- | ------------------ |
| Finland                     | Kouvola travbana | Kymi Grand Prix                   | Prime Prospect   | Andrea Guzzinati   |
| Sverige                     | Jägersro         | Hugo Åbergs Memorial              | Gidde Palema     | Åke Svanstedt      |
| Italien                     | Ippodromo Sesana | Gran Premio Citta' di Montecatini | Smashing Victory | Olle Goop          |
| Frankrike                   | Vincennes        | Coupe du Monde de Trot            | Kazire de Guez   | Jean-Michel Bazire |
| Slutsegrare: Prime Prospect |                  |                                   |                  |                    |

### 2004
| Land                      | Travbana                         | Lopp                            | Häst             | Kusk               |
| ------------------------- | -------------------------------- | ------------------------------- | ---------------- | ------------------ |
| Italien                   | Ippodromo del trotto di San Siro | Gran Premio U.N.I.R.E           | Java d'Arche     | Joseph Verbeeck    |
| Tyskland                  | Gelsenkirchen                    | Elite-Rennen                    | Revenue          | Lutfi Kolgjini     |
| Sverige                   | Jägersro                         | Hugo Åbergs Memorial            | Gidde Palema     | Åke Svanstedt      |
| Sverige                   | Solvalla                         | Jubileumspokalen                | Gidde Palema     | Åke Svanstedt      |
| Frankrike                 | Hippodrome de la Côte d'Azur     | GP Conseil du General des Alpes | General du Lupin | Jean-Michel Bazire |
| Slutsegrare: Gidde Palema |                                  |                                 |                  |                    |

### 2003
| Land                 | Travbana                         | Lopp                            | Häst              | Kusk               |
| -------------------- | -------------------------------- | ------------------------------- | ----------------- | ------------------ |
| Italien              | Ippodromo del trotto di San Siro | Gran Premio U.N.I.R.E           | Freiherr As       | Thomas Panschow    |
| Tyskland             | Gelsenkirchen                    | Elite-Rennen                    | Revenue           | Lutfi Kolgjini     |
| Sverige              | Jägersro                         | Hugo Åbergs Memorial            | Revenue           | Lutfi Kolgjini     |
| Sverige              | Solvalla                         | Jubileumspokalen                | Gidde Palema      | Åke Svanstedt      |
| Frankrike            | Hippodrome de la Côte d'Azur     | GP Conseil du General des Alpes | Revenue           | Lutfi Kolgjini     |
| Frankrike            | Vincennes                        | Coupe du Monde de Trot          | Jeanbat du Vivier | Jean-Michel Bazire |
| Slutsegrare: Revenue |                                  |                                 |                   |                    |

### 2002
| Land                 | Travbana                         | Lopp                   | Häst      | Kusk                 |
| -------------------- | -------------------------------- | ---------------------- | --------- | -------------------- |
| Italien              | Ippodromo del trotto di San Siro | Gran Premio U.N.I.R.E  | Varenne   | Giampaolo Minucci    |
| Sverige              | Jägersro                         | Hugo Åbergs Memorial   | Varenne   | Giampaolo Minucci    |
| Sverige              | Solvalla                         | Jubileumspokalen       | Varenne   | Giampaolo Minucci    |
| Frankrike            | Vincennes                        | Coupe du Monde de Trot | Varenne   | Giampaolo Minucci    |
| Kanada               | Hippodrome de Montréal           | Trot Mondial           | Fan Idole | Richard W. Denechere |
| Slutsegrare: Varenne |                                  |                        |           |                      |

### 2001
| Land                        | Travbana                         | Lopp                   | Häst           | Kusk                |
| --------------------------- | -------------------------------- | ---------------------- | -------------- | ------------------- |
| Italien                     | Ippodromo del trotto di San Siro | Gran Premio U.N.I.R.E  | Jackhammer     | Ulf Nordin          |
| Tyskland                    | Gelsenkirchen                    | Elite-Rennen           | Varenne        | Giampaolo Minucci   |
| Sverige                     | Jägersro                         | Hugo Åbergs Memorial   | Giesolo de Lou | Jean-Étienne Dubois |
| Sverige                     | Solvalla                         | Jubileumspokalen       | Victory Tilly  | Stig H. Johansson   |
| Frankrike                   | Vincennes                        | Coupe du Monde de Trot | Giesolo de Lou | Jean-Étienne Dubois |
| Slutsegrare: Giesolo de Lou |                                  |                        |                |                     |

### 2000
| Land                 | Travbana                         | Lopp                   | Häst           | Kusk               |
| -------------------- | -------------------------------- | ---------------------- | -------------- | ------------------ |
| Frankrike            | Vincennes                        | Coupe du Monde de Trot | Varenne        | Giampaolo Minucci  |
| Italien              | Ippodromo del trotto di San Siro | Gran Premio U.N.I.R.E  | Varenne        | Giampaolo Minucci  |
| Tyskland             | Gelsenkirchen                    | Elite-Rennen           | Giesolo de Lou | Jean-Paul Fichauxs |
| Sverige              | Jägersro                         | Hugo Åbergs Memorial   | Victory Tilly  | Stig H. Johansson  |
| Sverige              | Solvalla                         | Jubileumspokalen       | Victory Tilly  | Stig H. Johansson  |
| Slutsegrare: Varenne |                                  |                        |                |                    |

### 1999
| Land                       | Travbana      | Lopp                 | Häst           | Kusk              |
| -------------------------- | ------------- | -------------------- | -------------- | ----------------- |
| Tyskland                   | Gelsenkirchen | Elite-Rennen         | Indian Silver  | Stig H. Johansson |
| Sverige                    | Jägersro      | Hugo Åbergs Memorial | Fridhems Ambra | Stefan Söderkvist |
| Sverige                    | Solvalla      | Jubileumspokalen     | Edu's Speedy   | Veijo Heiskanen   |
| Slutsegrare: Indian Silver |               |                      |                |                   |

### 1998
| Land                | Travbana      | Lopp                 | Häst              | Kusk             |
| ------------------- | ------------- | -------------------- | ----------------- | ---------------- |
| Tyskland            | Gelsenkirchen | Elite-Rennen         | Huxtable Hornline | Anders Lindqvist |
| Sverige             | Jägersro      | Hugo Åbergs Memorial | Rite On Line      | Atle Hamre       |
| Sverige             | Solvalla      | Jubileumspokalen     | Zoogin            | Åke Svanstedt    |
| Slutsegrare: Zoogin |               |                      |                   |                  |

### 1997
| Land                                        | Travbana      | Lopp                 | Häst            | Kusk              |
| ------------------------------------------- | ------------- | -------------------- | --------------- | ----------------- |
| Tyskland                                    | Gelsenkirchen | Elite-Rennen         | Dryade des Bois | Joseph Verbeeck   |
| Sverige                                     | Jägersro      | Hugo Åbergs Memorial | Rite On Line    | Atle Hamre        |
| Sverige                                     | Solvalla      | Jubileumspokalen     | Gentle Star     | Gunleif Tollefsen |
| Slutsegrare: Rite On Line / Dryade des Bois |               |                      |                 |                   |

### 1996
| Land                | Travbana      | Lopp                 | Häst   | Kusk          |
| ------------------- | ------------- | -------------------- | ------ | ------------- |
| Tyskland            | Gelsenkirchen | Elite-Rennen         | Zoogin | Åke Svanstedt |
| Sverige             | Jägersro      | Hugo Åbergs Memorial | Zoogin | Åke Svanstedt |
| Sverige             | Solvalla      | Jubileumspokalen     | Zoogin | Åke Svanstedt |
| Slutsegrare: Zoogin |               |                      |        |               |

### 1995
| Land                  | Travbana      | Lopp                 | Häst           | Kusk             |
| --------------------- | ------------- | -------------------- | -------------- | ---------------- |
| Tyskland              | Gelsenkirchen | Elite-Rennen         | Activity       | Anders Lindqvist |
| Sverige               | Jägersro      | Hugo Åbergs Memorial | Houston Laukko | Jorma Kontio     |
| Sverige               | Solvalla      | Jubileumspokalen     | Zoogin         | Åke Svanstedt    |
| Slutsegrare: Activity |               |                      |                |                  |